# Józef Kachel
Józef Kachel (Beuthen, 1913. szeptember 6. – 1983) lengyel-német mérnök és bányamérnök. Ő volt a Lengyel Cserkészszövetség németországi vezetője, emellett a Lengyel Kommunista Párt színeiben parlamenti képviselő is volt. 1939-től a második világháború végéig a buchenwaldi koncentrációs táborban tartották fogva.